# Espacio FK
En análisis funcional y en otras áreas relacionadas de las matemáticas, un espacio FK (también escrito en ocasiones como FK-espacio) o espacio de coordenadas de Fréchet es un espacio secuencial equipado con una estructura topológica de modo que se convierte en un espacio de Fréchet. Los espacios FK con norma vectorial se denominan espacios BK.
Sólo existe una topología para convertir un espacio secuencial en un espacio de Fréchet, a saber, la convergencia puntual. De ahí el nombre "espacio de coordenadas", porque una secuencia en un espacio FK converge si y solo si converge para cada coordenada.
Los espacios FK son ejemplos de espacios vectoriales topológicos. Son importantes en el análisis de series divergentes.

## Definición
Un espacio FK es un espacio secuencial {\displaystyle X}, es decir, un subespacio vectorial del espacio vectorial de todas las sucesiones con valores complejos, equipado con la topología de convergencia puntual.
Los elementos de {\displaystyle X} se denotan como:
{\displaystyle \left(x_{n}\right)_{n\in \mathbb {N} }} con {\displaystyle x_{n}\in \mathbb {C} }.
Entonces, la sucesión {\displaystyle \left(a_{n}\right)_{n\in \mathbb {N} }^{(k)}} en {\displaystyle X} converge a algún punto {\displaystyle \left(x_{n}\right)_{n\in \mathbb {N} }} si converge puntualmente para cada {\displaystyle n.} Es decir,
{\displaystyle \lim _{k\to \infty }\left(a_{n}\right)_{n\in \mathbb {N} }^{(k)}=\left(x_{n}\right)_{n\in \mathbb {N} }}
si para todo {\displaystyle n\in \mathbb {N} ,}
{\displaystyle \lim _{k\to \infty }a_{n}^{(k)}=x_{n}}

## Ejemplos
El espacio secuencial {\displaystyle \omega } de todas las sucesiones valoradas complejas es trivialmente un espacio FK.

## Propiedades
Dado un espacio FK {\displaystyle X} y {\displaystyle \omega } con la topología de la convergencia puntual, la inyección canónica
{\displaystyle \iota :X\to \omega }
es una función continua.

## Construcciones espaciales FK
Dada una familia numerable de espacios FK {\displaystyle \left(X_{n},P_{n}\right)} con {\displaystyle P_{n}} una familia numerable de seminormas, se definen
{\displaystyle X:=\bigcap _{n=1}^{\infty }X_{n}}
y
{\displaystyle P:=\left\{p_{\vert X}:p\in P_{n}\right\}.}
Entonces, {\displaystyle (X,P)} es nuevamente un espacio FK.